# (3189) Penza
(3189) Penza (1978 RF6; 1981 EE25) ist ein ungefähr elf Kilometer großer Asteroid des äußeren Hauptgürtels, der am 13. September 1978 vom russischen (damals: Sowjetunion) Astronomen Nikolai Stepanowitsch Tschernych am Krim-Observatorium (Zweigstelle Nautschnyj) auf der Halbinsel Krim (IAU-Code 095) entdeckt wurde.

## Benennung
(3189) Penza wurde nach der russischen Stadt Pensa benannt.